# Historia de Ayerbe (siglo XX)

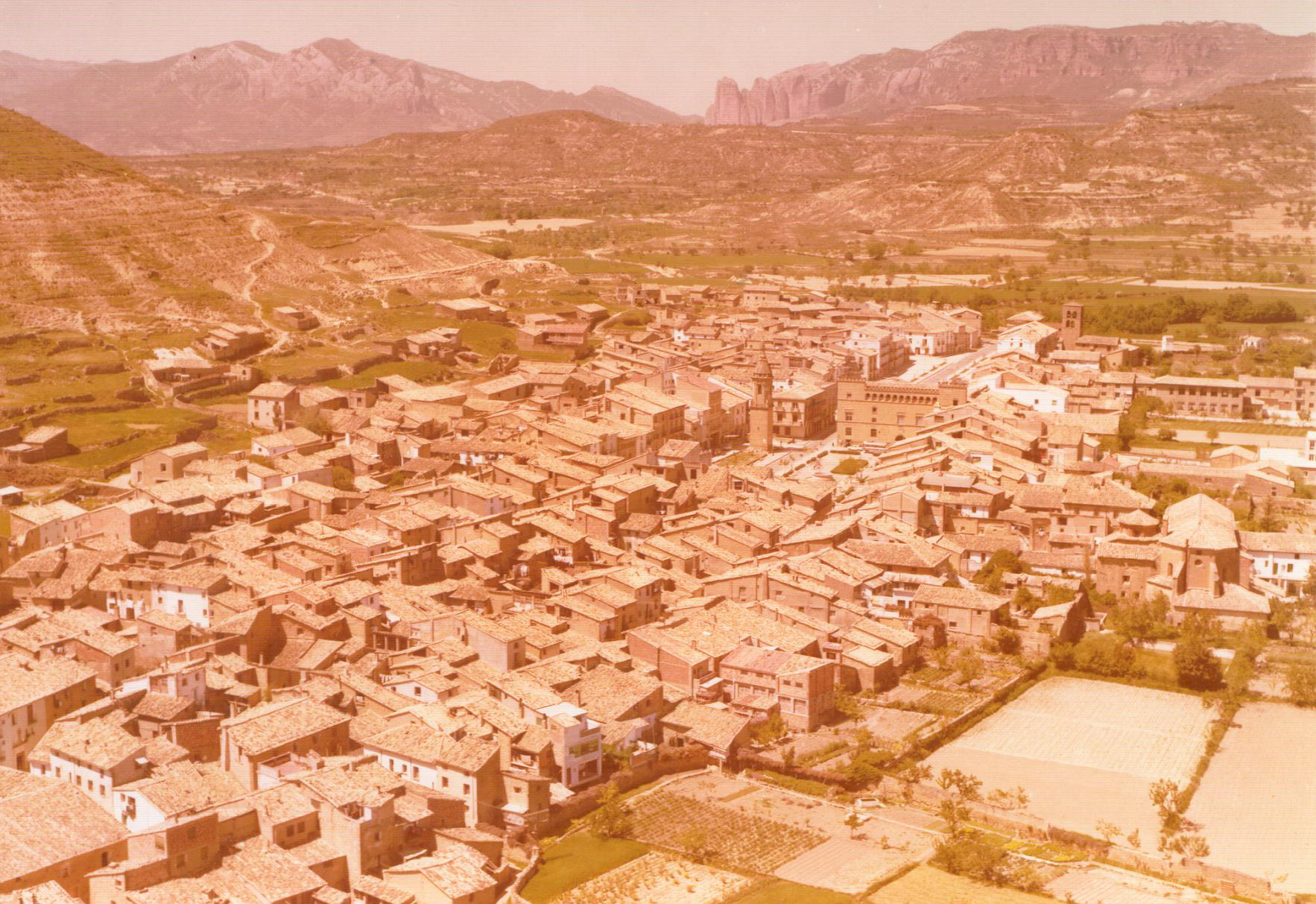
Ayerbe a finales de la década de 1960.

Los primeros veinte años del siglo fueron para Ayerbe de desarrollo agrícola, y aunque no aumentó demasiado la superficie cultivada, sí que hubo notables incrementos en la productividad. Esta mejora desembocó en una multiplicación de la riqueza en las familias hacendadas que precisaban de mayor número de jornaleros. 
Comerciantes ayerbenses: Claver, Coiduras, Fontana y Jos compraban almendras, que después vendían fruto y casco por separado. La manipulación de la almendra, toda manual, afectaba a mujeres y niños que ganaban un complemento para la economía familiar. 
Las familias pagaban, dos reales al mes, a la Sociedad de Seguros Mutuos de Ayerbe para la atención médica. 
El Centro Obrero Republicano, afincado en la casa del Moderno, brindaba salón de recreo, cine y salón de baile. El Casino, instalado en Casa Otal, ofrecía salón de recreo.

## Década de 1900
El día 10 de enero de 1901, según consta en escritura pública, se realizó la fusión, mediante la absorción, de la Sociedad El Saso por parte de la Sociedad de La Sarda.
En junio de 1901:
- Celebrado el día de la Virgen de Casbas con mucho fervor en la ermita, alegría y animación en los alrededores y en las plazas de Ayerbe; Amenizado con bailes, rondallas y meriendas.
- Había en Ayerbe un excedente de doce mil nietros de vino que a los agricultores les corría prisa sacar a cualquier precio.
- Venía una cosecha de cereal casi nula a causa del excesivo calor y la escasez de lluvias.

Se señaló el día 13 de julio para la contratación en pública subasta de las obras de los trozos primero y segundo de la carretera de Bolea a la Estación férrea de Ayerbe, por Aniés y Loarre, cuyo presupuesto total ascendía a la cantidad de 298.977'82 pesetas.
El día 10 de agosto de 1901 a las nueve y media de la noche descargó en Ayerbe una tormenta acompañada de abundante piedra que, por la cantidad y el fuerte viento, más qué por el tamaño, produjo grandes pérdidas en el viñedo, principalmente en las partidas de "Los Cabeces", parte de "San Pablo" y "La Ciparroya", dejando prácticamente nula la cosecha.
En 1901 hubo una buena cosecha de almendras.
En agosto de 1901 todavía no había comisión de fiestas y el Ayuntamiento no hacía mención de celebrar nada.
En la Feria de 1901:
- hubo mucho ganado vacuno y bastante mular, caballar, asnal y de cerda, haciéndose muchas transacciones a elevadísimos precios, sobre todo del primero, para Cataluña, habiéndose facturado en un solo día 11 vagones aparte de las muchas manadas transportadas por carretera.
- El mercado de almendra que regularmente estaba muy animado en la feria fue casi nulo, porque los vendedores se retraían en vista del bajo precio que era de 11 reales fanega.

Se celebró la festividad religiosa de San Pablo en 1902, en la ermita del Apóstol a la que asistió una representación del Ayuntamiento, presidida por su Alcalde D. Babil Coiduras. Se reunieron amigos y relacionados en animados almuerzos. A mediodía regresó la concurrencia al pueblo; los jóvenes, a caballo con su pareja en la grupa. Durante la tarde y la noche, se organizaron bailes particulares y públicos en el Casino de Ayerbe y Casino Agrícola.
El 3 de abril de 1902 la Reina firmó un decreto nombrando
embajador extraordinario, para llevar el regalo que S. M. envía al papa León XIII, al señor marqués de Ayerbe. Con el regalo entregó el señor marqués de Ayerbe a su Santidad una carta autógrafa de María Cristina de Habsburgo-Lorena, Reina Regente y otra del Rey Alfonso XIII pidiéndole su bendición.
El 20 de abril de 1902 siguió con la alcaldía de Ayerbe Babíl Coiduras Villamayor.
En España: El 17 de mayo de 1902: Alfonso XIII alcanzó la mayoría de edad, juró la Constitución e inició su reinado, lo que supuso el fin de la regencia de su madre; se otorgó un indulto general.
En mayo de 1902 trabajaban en la construcción de la carretera de Bolea a Ayerbe, en diferentes puntos del trazado próximamente 200 braceros. La explanación hecha alcanzaba a seis kilómetros.
En julio de 1902 habían terminado las operaciones de la siega, teniendo que lamentar durante la misma algunas desgracias, pues a causa de los asfixiantes calores habidos, perecieron algunos segadores. Comenzada la trilla los rendimientos cumplían las aspiraciones de la gente labradora.
En el año 1902 en general se prepararon buenas fiestas de Santa Leticia con dos días de fuegos artificiales. Después de muchos años se preparó una fiesta sin toros ni vaquillas por carecer de diestros especializados en el toreo con cesto o cuévano, siendo D. Babil Coiduras, alcalde de Ayerbe, muy criticado por esta cuestión.
El Ayuntamiento de Ayerbe acordó en sesión celebrada el 3 de abril de 1903 iniciar los trámites necesario para celebrar una nueva feria anual a principios de mayo.
Se anuncia en Ayerbe una nueva feria de ganados, frutos y quincalla para los días 6, 7 y 8 de mayo de 1903. Los gastos de anuncios en los principales diarios de Aragón y Cataluña, carteles y circulares fueron pagados del bolsillo particular del señor alcalde Babil Coiduras.
En mayo de 1903 terminó la nueva feria con resultados satisfactorios.
El día 2 de septiembre de 1903 llegó el rey Alfonso XIII a la estación de Ayerbe en el vagón real en su viaje hacia Jaca. Iba acompañado de los Príncipes de Asturias y de algunos miembros del gobierno y guardia real. Lo esperaban en el andén de la estación: el alcalde Babil Coiduras, los señores concejales, juez municipal, fiscal, suplente y secretario, clero, presidentes de ambos Casinos, de los sindicatos de riego de Fontoval y Turuñana, de las Sociedades de Socorros mutuos y del monte "La Sarda", alcaldes pedáneos de Losanglis y Fontellas, y el pueblo en general. El rey se asomó a la ventanilla de su vagón y saludo al pueblo. El alcalde desde el andén le leyó unas letras y se oyeron unos vítores espontáneos que fueron contestados por la multitud.
En septiembre de 1903 falleció en Zaragoza a los 81 años el que durante muchos años fue médico de Ayerbe don Justo Ramón Casasús, padre de D.Santiago y D. Pedro Ramón y Cajal.
En las Fiestas de Santa Leticia del año 1903 fue cantada la solemne misa del día 9 por individuos de la Catedral de Huesca y acompañada la procesión por la banda del Regimiento del Infante de Jaca. Por lo que a festejos profanos se refiera, hubo de todo: músicas, fuegos artificiales, corridas al estilo del país en las dos plazas, bailes, etc. Hubo muchos huéspedes y gente forastera. 
Para la Ferias de Ayerbe de 1903 las autoridades de la época afirmaron que habían tenido un éxito completo.
En enero de 1904 se constituyó con este título en Ayerbe una Sociedad para la explotación de un molino harinero e instalación del alumbrado eléctrico. Para tal objeto se adquirió fuerza de 25 caballos del salto, propiedad de la señora viuda de don Pascual Gállego, D.ª Dorotea Monguilán Lozano, de Murillo de Gallego. Los trabajos de tendido de red fueron realizados por la casa Javier García, de Zaragoza.
En marzo de 1904 falleció el farmacéutico titular de Ayerbe don Manuel Ubieto.
Se publicaron en la Gaceta de Madrid del 19 de abril de 1904, varios Reales Decretos de indultos y entre ellos el ipromulgado por D. Eusebio Panzano de Ayerbe, en favor de su hijo Carlos Panzano Salcedo, condenado por la Audiencia de Huesca, en causa por homicidio, a seis años de prisión correccional. Se le indultó de la pena que le quedaba por cumplir.
El 20 de abril de 1904 tomó el bastón de alcalde don Domingo Ruiz Mincholed.
En agosto de 1904 quedó constituida en Ayerbe la Sociedad Cooperativa local. El Consejo de Administración, votado por unanimidad, quedó formado por D. Manuel Soler, como presidente efectivo; D. Mariano Aguarod, como vicepresidente; D. Domingo Bescós, como interventor; D. Ceferino Salcedo, como tesorero y D. Marcelino Salillas, como secretario.
El 18 de agosto de 1904, se firmó el convenio para la construcción de tres ejes ferroviarios transpirenaicos. El Convenio tenía un protocolo adjunto que, como punto más importante, especificaba que deberían llevarse a cabo las obras de la variante entre Zuera y Turuñana (Ayerbe) para evitar el rodeo por Huesca, dentro de los plazos establecidos para la construcción del transpirenaico de Canfranc.
La feria de Ayerbe de 1904, estuvo muy animada; las transacciones, por lo que al ganado vacuno se refiere no fueron tan numerosas como en años anteriores, pues los tratantes catalanes que eran los que hacían este negocio acudieron en escaso número, de donde resulta que, como la oferta era mucha y escasa la demanda, los precios fueron bajos. El ganado de cerda obtuvo buenos precios realizándose numerosas transacciones. En general gran concurrencia de compradores y vendedores.
En septiembre de 1904 la almendra se pagó a buen precio en la feria de Ayerbe. La cosecha del vino no presentaba mal pero los labradores estaban seriamente preocupados porque la filoxera se extendía en grandes manchas por todo el viñedo.
A principios de abril de 1905 se quería suprimir el puesto de la guardia civil de Ayerbe. La medida fue motivada por no poder el Ayuntamiento de Ayerbe hacer frente al pago de los servicios médico-farmacéuticos y alquiler de locales para los individuos que componían el puesto y sus respectivas familias.
En mayo de 1905 volvió a celebrarse por tercer año la feria inaugurada en mayo de 1903 y denominada feria de Santa Cruz. Se celebró los días 6, 7 y 8 de mayo. El mal tiempo, la mala perspectiva de las cosechas y la falta de eficaz propaganda hizo que resultara ser la peor feria de todas las hasta entonces celebradas.
En la fiesta de la Virgen de Casbas de 1905 debutó la recién organizada banda de música de Ayerbe dirigida por el maestro don Mariano Romeo. 
El día 21 de mayo de 1906 se abrió al tráfico la carretera de Ayerbe a Bolea. Asistieron al acto el ingeniero jefe de Obras públicas de la provincia, el personal técnico de la misma y el diputado provincial por el distrito de Huesca D. Agustín Viñuales.
Con motivo del atentado cometido el 31 de mayo de 1906 (Atentado de Mateo Morral contra el rey de España Alfonso XIII en Madrid el día de su boda con Victoria Eugenia. Mueren 24 personas) fueron muchas y efusivas las pruebas de adhesión y respeto que el gobernador civil de Huesca, D. Wenceslao Retana, recibió. El alcalde de Ayerbe comunicó: "Que en nombre de su honrado vecindario y del Ayuntamiento republicano que presidía se asociaba al sentimiento de protesta general por el reprobable hecho de la bomba disparada contra el Jefe del Estado y su esposa".
El 19 de junio de 1906 adjudicaron la alcaldía a Silvestre Carcavilla.
La feria de San Mateo de 1906, fue muy concurrida. El resultado del mercado pintaba la situación económica de la clase agrícola cada día más agobiada por las necesidades e inclemencias del tiempo. A la feria de Ayerbe acudió extraordinaria cantidad de ganado, especialmente vacuno, que se vendió a bajo precio, ante la necesidad de satisfacer perentorias necesidades de sus dueños. Los comerciantes catalanes compraron abundantes cantidades pero no fue suficiente para la excesiva demanda. En el ganado mular y asnal, el tráfico se redujo a cambios, no existiendo transacciones de importancia. Los cueros tuvieron como siempre aceptación porque las gentes de la montaña compraba abundante material a los talabarteros. Los productos agrícolas, ajos, cebollas, pimientos, melones, etc., tuvieron un beneficio menor que otros productos. Los mercados de trigo y almendra, característicos de esta plaza, sirviendo como barómetro de la situación agrícola y comercial de la provincia, estuvo desanimadísima. El trigo cotizó entre 30 y 33 pesetas cahíz y la almendra se pagó a 16 y 17 reales fanega. En resumen, una feria de mucha concurrencia y pocos resultados donde se notó la carencia de dinero.
A la una y media de la mañana del día 25 de diciembre de 1906 hubo una explosión en un hueco de la fachada de la casa propiedad señor D. Agustín Ubieto, vecino de Ayerbe. La gran detonación causó gran alarma en el vecindario de Ayerbe y también en las aldeas de Losanglis y Fontellas. Esa explosión causó destrozos en ventanaje y aposento sin tener que lamentar desgracias personales.
En enero de 1907 el alcalde fue Rafael Otal Pérez.
En 1908 la concurridísima Venta del Conejo es propiedad de Isidro Esporrín; De rigor era el conejo de caza asado. Era un plato delicadísimo.
La feria de Santa Cruz de Ayerbe, celebrada los días 6, 7 y 8 de mayo no tuvo gran éxito en 1908, debido, sin duda, a la penuria por la que el país atravesaba. El ganado vacuno tuvo buena venta y el de cerda se cotizó a medianos precios; del mular solo se presentaron las reses traídas en un vagón de la alta montaña.
En 1908 Se perdió casi totalmente las cosechas de aceite, vino y almendra.
En la feria de San Mateo de 1908 El ganado vacuno alcanzó altos precios que los mercaderes catalanes pagaban al contado (80 duros por cabeza), acaparando casi todas las existencias, juntamente con algunos otros aragoneses y muchos ricos labradores, que se inclinaban por implantar el servicio de bueyes para la roturación de sus tierras. En el ganado de cerda los vendedores sufrieron alguna decepción, pues mantenidos los precios elevadísimos en los dos primeros días, el tercero hubieron de sufrir una baja grande gentes que la necesidad exigía la venta del cerdo para satisfacer otras urgencias. En el asnal los gitanos hicieron su agosto. Los industriales ambulantes quedaron satisfechos con la feria.
En diciembre de 1908 un mozo de 22 años murió aplastado por un carro en la cuadra de la posada del Pilar.
El día 10 de abril de 1909, tras la disolución de la Sociedad de la Sarda, se constituye el Sindicato Agrícola Ayerbense. 
- Es una operación que tiene por objeto acogerse a las ayudas económicas contempladas en la ley de Sindicatos Agrícolas del 28 de enero de 1906.
- Fueron 367 socios que se beneficiaron del parcelado del Saso que, inmediatamente, la mayoría pusieron en cultivo. El asociacionismo agrícola en Ayerbe creó un claro optimismo en la población, vistos los resultados óptimos alcanzados, en poco tiempo, tras la replantación de la vid con especies resistentes a la filoxera.

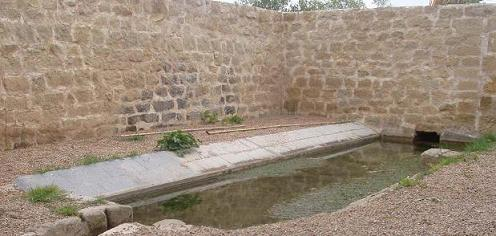
Lavadero público de La Canal

El día 28 de abril de 1909 el periódico oficial de la provincia
insertaba el anuncio de contratación de casa-cuartel para la Guardia civil en la villa de Ayerbe.
El día 1 de junio de 1909 en Ayerbe se registró un suceso sangriento con visos de accidente casual. En el patio del café de la plaza se oyó un tiro, a las dos de la tarde, encontrándose muerto a José Marcuello, de veinte años, soltero, criado de labranza. A su lado se encontró una pistola que había comprado el día anterior.
El 4 de julio de 1909 tomó la alcaldía Luis Pérez Fenero. Fue reelegido en varias convocatorias y realizó importantes obras.
- Además del esfuerzo en obras de alcantarillado y lavaderos públicos, trasladó el cuartel de la guardia civil del barrio Medio a la calle Joaquín Costa.

En agosto de 1909 el Ayuntamiento de Ayerbe, entre los acuerdos tomados para festejar a la patrona Santa Leticia, cuya festividad se celebra el 9 de septiembre, dispuso remitir a cada uno de los reservistas de aquella localidad que estaban entre las tropas enviadas desde la Península por un incidente con los marroquíes cerca de Melilla, diez pesetas en metálico. 
Se celebraron las Fiestas de Santa Leticia de 1909 con bailes particulares y reuniones muy concurridas; las colecciones de fuegos artificiales, a cargo del renombrado pirotécnico de Zaragoza Sr. Sirera, resultaron de gran brillantez artística; la banda de la villa, dirigida por D. Emilio Ponz animó y dio realce a las fiestas.
Como consecuencia de la Semana Trágica el 12 de septiembre de 1909 llegaron en el correo cinco deportados de Barcelona a cumplir la pena de destierro a Ayerbe.
En la feria de 1909 en Ayerbe los precios fueron altos; abundaba el ganado mular a precios remuneradores, el vacuno de buena presentación acaparado por los negociantes catalanes a precios elevados y también muy caro el ganado de cerda. Muchas transacciones y movimiento mercantil. El mercado de almendra estuvo animado, pagándose cinco pesetas la fanega de tres cuartales. El trigo se vendió a cuarenta pesetas y media el cahíz.
El día 2 de diciembre de 1909 murió de accidente en Ayerbe Lorenzo Esporrin de 47 años y fardero de profesión. Se le espantó el caballo que guiaba y no pudo detenerlo; Esporrin fue despedido del carro, suceso que le causó la muerte instantánea; Lorenzo dejó mujer y seis hijos.

## Década de 1910
En 1910 Ayerbe tenía 2523 habitantes.
A finales de febrero de 1910 estaba en Madrid una Comisión del Ayuntamiento de Ayerbe formada por su alcalde y un concejal para gestionar oficialmente asuntos de obras públicas.
En julio de 1910 hubo un fuerte pedrisco en Ayerbe con importantes daños en la cosecha.
En mayo de 1912 el ingeniero de la división hidrológica del Ebro, señor Mendizábal, estuvo en Ayerbe acompañado del ingeniero señor Prat, con objeto de empezar los trabajos de replanteo previo del proyecto de un pantano en los términos de Navas. El agua que alimentaría dicho pantano se tomaría del río Astón, calculándose en unos 500 litros por segundo, y parece ser que el sitio del embalse reunía excelentes condiciones, capacidad e impermeabilidad para 1.200.000 metros cúbicos de agua, que podrían regar una extensión de 1.540 hectáreas de terreno. Durante su estancia la localidad, los citados señores ingenieros fueron obsequiados por el Ayuntamiento y por los vecinos todos, pues todos anhelaban la realización de una obra tan importante para la clase agrícola. El alcalde ofreció un banquete al señor Mendizábal, que fue servido en la fonda de Ovejero, y al que asistieron 60 comensales.
El 29 de septiembre de 1913 en la villa de Ayerbe fueron detenidos por la Guardia civil dos niños de doce y siete años y una niña de catorce por haber apedreado la máquina de tren número 361, del correo ascendente a Jaca, que pasó por aquella villa a las 10,49 horas. Ocurrió el suceso desde el puente del Aire.
El día 18 de diciembre de 1914 celebró sesión el Consejo General de Fomento, despachándose entre otros asuntos: 
- 5.º Informar favorablemente el expediente sobre el proyecto del Pantano de las Navas, en el término municipal de Ayerbe, siempre y cuando no perjudique a los reclamantes y no afecte a los intereses del proyecto de Riegos del Alto Aragón.

En la noche del día 12 de enero de 1915 se declaró un incendio, en la cocina de la Fonda de don Mariano Obejero, de Ayerbe. Quemáronse algunos utensilio y un trozo de tejado. Las pérdidas, se estimaban en ochocientas peseta.
El 31 de marzo de 1915 se encontró cerca de Ayerbe, el cadáver de un hombre que había estado varios días enterrado en la nieve.
El 20 de julio de 1915 falleció el que durante muchos años fue alcalde D. Pedro Corral.
En 1915 se ofrecían excursiones desde la estación de ferrocarril de Ayerbe al Castillo de Loarre con: servicio de carruaje, monturas, hospedaje en Loarre y comida en el castillo.
El día 4 de septiembre de 1915 en una balsa próxima a Ayerbe fue hallado el cadáver del vecino Manuel Portóles Pérez, anciano de sesenta y cuatro años de edad. Se supuso suicidio.
La feria de San Mateo resultaron de una brillantez superior a toda ponderación.
En la elecciones municipales del 14 de noviembre de 1915 en Ayerbe salieron 4 republicanos y 3 independientes, por 143 votos y 110 votos respectivamente.
Después de las elecciones, los monárquicos repasan las obras que hicieron en Ayerbe hasta 1915, administrando ellos el Ayuntamiento: el edificio que ocupa el Ayuntamiento y escuelas públicas, lavadero cubierto de la fuente de "Tres caños", edificio para matadero, el alcantarillado de las plazas, cale Nueva y calle de la Iglesia; nivelación de la plaza Baja, haciendo desaparecer la antiquísima barbacana que tanto la afeaba.
El 18 de noviembre de 1915 había sido firmado el expediente proponiendo el pase al Consejo de señores ministros la aprobación definitiva del proyecto del pantano de las Navas, en Ayerbe, así como la autorización para ejecutar las obras por el sistema de Administración.
En diciembre de 1915 después de que desertara el corneta del regimiento de Córdoba, Pablo Jiménez Espada, natural de Ayerbe y cumpliendo servicio militar en Tetuán, donde fue aprehendido, desde el ayuntamiento de Ayerbe se iniciaron gestiones y se buscaron contactos para librarlo de la pena capital. 
En diciembre de 1915, en las afueras de Ayerbe se produjo un violento incendio en un cubierto donde existía apilada gran cantidad de leña. Toda la leña fue pasto de las llamas, así como varios maderos y 150 tejas grandes que formaban el cobertizo. Las pérdidas materiales se estimaron entre 500 a 2000 pesetas. El siniestro se supuso intencionado.
Por Real Decreto de 3 de diciembre de 1915 el Ministerio de Fomento - Dirección General de Obras Públicas - Servicio Central Hidráulico - autorizaban por el sistema de administración la ejecución del Pantano de las Navas.
Según bando publicado el día 2 de enero de 1916 , se había efectuado por la mañana la constitución del Ayuntamiento de Ayerbe, quedando formado en la forma siguiente:
- Alcalde, don Luis Pérez Fenero
- primer teniente de alcalde, don Rafael Otal
- segundo teniente de alcalde, don Ángel Fontana
- síndicos, don Mateo Abad y don Juan Laburta
- concejales, don Ramón Malo, don Andrés Cavero, don Mariano Gallego, don Martín Ascaso y don Orencio Salas.

La junta del Casino de Ayerbe para 1916 la formaban:
- Presidente, don Antonio Labarta
- vicepresidente, don Andrés Fontana
- tesorero, don Vicente Gallego Grasa;
- secretario, don Pascual Ayala
- vocales, don Bernardo Álvarez y don Rafael Carcavilla

En Ayerbe, en marzo de 1916 los carnavales habían transcurrido desanimados y tristones, efecto de lo desapacible del tiempo. Lo único de notable de la primera parte fueron los bailes de sociedad celebrados en el Casino de Ayerbe y Centro Obrero Republicano, en cuyos espaciosos salones se congregaron cuanto de distinguido existía en la localidad, envuelto en su mayor parte en caprichosos disfraces. Durante las noches de baile, ambas Sociedades adornaron sus salones e hicieron lucir bonitas iluminaciones completándolas el Centro Obrero para las noches del sábado y domingo de Piñata, con prendidos de guirnaldas y farolillos a la veneciana, presentando magnífico aspecto. Los celebrados en el salón de Baltasar, estuvieron muy animados. El domingo de Piñata se solemnizó con la exhibición de una numerosa comparsa, la cual recorrió la población y el barrio de Losanglis, simulando con toda clase de detalles "una boda pueblerina de Aragón", compuesta por diecisiete parejas montadas en asnos enjaezados a usanza de la tierra, y sus jinetes, novios y acompañamiento, vestidos con típico traje baturro, copiado fielmente sin faltar detalle. Seguían a esta tres carruajes, ocupados por varios niños y niñas el primero, vestidos de bonitos trajes, y los dos restantes con bellísimas señoritas, vistiendo admirablemente los trajes y prendidos de andaluzas, valencianas, etcétera, tirando a la vez por todo el trayecto, así como los primeros, dulces y naranjas en abundancia. En suma, un número que gustó extraordinariamente a todos, por lo que se hicieron calurosos elogios para los organizadores.
El día 27 de mayo de 1916 se constituye en Ayerbe el Sindicato para la Construcción del Pantano de las Navas. Fue el presidente, D. Domingo Ruiz Mincholed y Secretario, D. José Abad Giménez.
El día 28 de mayo de 1916 se extiende escritura de compromiso de auxilio para la realización de las obras de construcción del pantano de las Navas. 
El día 25 de julio de 1916 el alcalde de Ayerbe telegrafío al gobernador civil de Huesca, que el puente de Murillo, situado en el kilómetro 108 de la carretera de Zaragoza a Francia se había incendiado, quedando el paso interrumpido al tránsito.
El día 10 de septiembre de 1916 en la ermita de Nuestra Señora de Casbas, fue violentado
y robado el cepillo de las limosnas para el culto. En el cuartel de la Guardia civil de Ayerbe se presentó la ermitaña María Ascaso Lores, participando que al hacer su hija Tomasa la limpieza observó que estaba abierto el cepillo. Era prior de la Hermandad don Emilio Ubieto que calculó que los ladrones se llevaron de 90 a 100 pesetas.
Fueron detenidos en las calles de Ayerbe cuatro carteristas que estaban actuando en las plazas de la villa, durante los días de la feria.
El día 8 de noviembre de 1916, se inauguraron las obras de construcción del pantano de las Navas en el término municipal de Loarre.
- Era una obra en la que los agricultores ayerbenses pusieron muchas ilusiones. Gran parte de las tierras pasarían a ser de regadío.

El día 8 de enero de 1917 el presidente del Casino de Ayerbe recibió el siguiente telegrama del diputado por Huesca en Madrid don Miguel Moya:
- "Ubieto, presidente Casino Ayerbe: Ministro Gobernación concedido 2.000 pesetas a Ayerbe como pueblo damnificado.—Moya."

El día 17 de enero de 1917 el Sindicato Agrícola de Ayerbe abría concurso a pliego cerrado para hacer carbón en sus montes Saso y Vedado, que estaban poblados de carrasca exclusivamente. Era presidente del sindicato Mariano Lorés.
El 27 de enero de 1917 resultó herido de accidente en las cercanías de Canfranc el ayerbense Santos Juncosa, de veintiséis años. El vuelco fue motivado por hallarse helado el camino, en el que resbalaron las caballerías que arrastraban el coche de viajeros. El conductor del coche también resultó herido.
En febrero de 1917 quedó abierta al público la parada de sementales, propiedad de la señora viuda de Caso, en Ayerbe. Constaba de siete hermosos ejemplares de inmejorables razas.
Al haber resultado insuficiente la subvención de 2000 pesetas concedidas en enero, para paliar los destrozos del pedrisco del verano anterior, el día 3 de febrero de 1917 el ministro de Gobernación, previa petición del Ayuntamiento de Ayerbe, concedió otras 2000 pesetas.
El día 13 de abril de 1917 visitó Ayerbe don Juan Soldevila, arzobispo de Zaragoza y administrador apostólico de la diócesis de Huesca. Salieron a recibirle: el párroco de Ayerbe don José Broto, el alcalde don Luis Pérez Fenero, concejales señores Otal y Abad, secretario señor Ferrér, juez don Mariano Vera, fiscal don Daniel Burro, teniente coronel retirado don José Serra, teniente de la Guardia civil jefe de línea señor Mínguez, secretario del Juzgado señor Fuertes, presidente del Casino de Ayerbe don Antonio Labarta, presidente del Sindicato Agrícola don Mariano Lorés, jefe de Telégrafos don Adolfo Puertas, depositario municipal don José Abad, notario señor Martínez, don Agustín y don Emilio Ubieto, don José María Coiduras, don Mariano Cinto, don Ramón Claver, don Juan Sarasa, don Juan Dieste, don Sebastián Carcavilla, don Antonio Díaz, los profesores de instrucción Manuel Ventura, doña Dolores Madroñero, doñas Manuela Lachón y doñas Rosa Raulera al frente de los niños que asistían a las escuelas y una inmensa multitud que hizo intransitable la calle de Costa. La comitiva entró en la iglesia a los acordes de la Marcha Real siendo recibido el arzobispo con palio que llevaban los señores sacerdotes de Loscorrales, Losanglis, Sarsamarcuello y Linas de Marcuello. Los niños confirmados ese día pasaron de 440.
Se celebró el día 1 de junio la tradicional romería al Santuario de Nuestra Señora de Casbas. Hubo función teatral, figurando en el programa la comedia La careta verde.
En junio de 1917 como consecuencia del fallecimiento del exdiputado provincial y jefe del partido liberal de Ayerbe don Ángel Vera, se reunieron los liberales para acordar la persona o personas que habían de hacerse cargo de la representación de la política liberal en la villa. En dicho acto, y como demostración de la más estricta disciplina, reinó la más perfecta unanimidad en todos los acuerdos, siendo el más importante de todos los adoptados, la constitución de un Directorio, que lo formaron don Mariano Vera, don José María Cuiduras y don José María Boira.
El día 4 de septiembre de 1917, en El Diario de Huesca se publicó el programa oficial de las Fiestas de Santa Leticia dentro del cual, además de los actos de costumbre, se anunciaba la inauguración de la Mutualidad Escolar, en la que el Ayuntamiento de Ayerbe y la Caja de Ahorros cedió graciosamente la cartilla a los mutualistas inscribiéndolas con la cantidad de una peseta. Además de los bailes preparados por el Casino de Ayerbe y el Centro Republicano, se celebraban otros particulares entre los que sobresalían los de don José Duch, don José María Boira y don Ricardo Monreal.
El 21 de septiembre de 1917 regresando de la feria de Ayerbe en un carro un matrimonio y su hija, se desbocaron las caballerías. Al saltar del carruaje el hombre tuvo la desgracia de caer debajo de una de las ruedas, que le pasó sobre el cuerpo. Murió instantáneamente.
En octubre de 1917 por gestiones del diputado a Cortes por Huesca don Miguel Moya, se remitieron por el Ministerio de Gracia y Justicia 1500 pesetas para reparación de la iglesia de Ayerbe.
En el túnel en construcción del pantano de las Navas de Ayerbe ocurrió el día 23 de marzo de 1918 un accidente que costó la vida al obrero Lorenzo Pascual Laburta, de Ayerbe. Se desprendió un gran bloque de piedra que lo mató aplastado.
En marzo de 1918 el Nuevo Círculo Liberal de Ayerbe lo presidía don Santiago Villamayor y era su secretario don Santos Lafuente.
En la primavera de 1918 salía a la venta mobiliario del Casino de Ayerbe. En junio se ponía en marcha un Nuevo Casino y el Círculo Liberal de Ayerbe inauguraba una escuela, cuyos locales fueron bendecidos por el párroco de la villa don José Broto. Por gestiones de don Miguel Moya, diputado por Huesca, se concedieron del gobierno central para dicha escuela 500 pesetas.
En agosto y septiembre de 1918, desde los pueblos de la Canal de Berdún y Valle de Hecho, se pide al Ayuntamiento de Ayerbe que tome la iniciativa para pedir un ramal ferroviario de Ayerbe a Puente la Reina.
En las Ferias de Ayerbe en 1918 el ganado vacuno, aun con el alza de los precios, tuvo buena salida. Los acaparadores catalanes facturaron 20 vagones.
El día 8 de octubre de 1919 las lluvias en Ayerbe produjeron grandes males en huertos, viñas y olivares. Las aguas destruyeron algunos corrales y cubiertos.
El día 28 de noviembre de 1919, a las doce de la noche, hubo en Ayerbe un temblor de tierra. Se desconoce el grado y que consecuencias tuvo.

## Década de 1920
En 1920 Ayerbe tenía 2518 habitantes.
El día 30 de agosto de 1920 se encontró flotando en el pantano de La Peña el herrero de Ayerbe, Eugenio Lanaspa Bretos, de diecinueve años, que el día 15 de junio de 1920 se despeñó desde la carretera con su bicicleta.
Las ferias de San Mateo en Ayerbe, en el año 1920, fueron de una animación extraordinaria con una afluencia de ganado enorme. Se hicieron muchas transacciones a pesar de que los precios fueros muy altos.
El 26 de mayo de 1921 estaban distribuidos todos los postes que habían de emplearse para el tendido telefónico municipal de Bolea a Ayerbe esperando los trabajos de colocación. Fue jefe de línea don José Motta.
El 8 de septiembre de 1921 se inaugura la sucursal de Almacenes San Pedro en Ayerbe. Fueron los organizadores y propietarios del negocio don Victorino Bernués y don Vicente Lagrava.
En los principios de junio de 1922 estaba la atmósfera un poco revuelta con sus consecuencias de temporal de lluvias, no muy oportunas para la siega que había comenzado.
El día 12 de junio de 1922 el auto-diligencia de Ayerbe arrolló a un vecino de Lupiñén con fatal desenlace.
El 23 de agosto de 1922 fue detenido por la Guardia civil en Ayerbe Dionisio Romeo Labarta, de veintiséis años, por haber causado lesiones con un mango de azada en el brazo derecho y otras partes del cuerpo a su vecino Eusebio Alagón Longarón, de sesenta y cinco años.
Con general regocijo y animación se celebraron las Fiestas de Santa Leticia en el año 1922. Hubo carreras y otros festejos, sobresaliendo en estas los grandes bailes celebrados en distintas sociedades. Los cuartetos, dirigidos por los señores Laliena y Alós; el primero actuó en, el nuevo Círculo y fue muy aplaudido en la interpretación de escogidos bailables y selecto repertorio de concierto.
La feria de San Mateo en 1922 fue mediana. Mucha gente y mucho ganado, pero retraídos los vendedores y compradores. A la baja de los precios, en el vacuno singularmente, obedecía la lentitud de las transacciones. Los catalanes, salvaron el negocio acaparando el vacuno, de mediana clase, porque los precios estaban en un treinta por ciento menos de otros años. Ganado de ramal, se vendió bastante. Cafés, casinos, fondas y comercios tenían el completo de clientela; los bailes estuvieron indignadísimos. Las barcas de José Calvo eran las atracciones. Era típico volver de la feria de Ayerbe a casa con tocino fresco y guirlache.
El 28 de noviembre de 1922 el Diario de Huesca publica un comunicado del Gobernador civil de Huesca advirtiendo de las detenciones por el juego en Ayerbe y otros lugares de la provincia:
"los excelentes servicios prestados por el digno Cuerpo de la Guardia civil, el que secundando como siempre mis órdenes, y ateniéndose a las mismas, ha venido actuando eficacísimamente para reprimir el juego y evitar tuviera lugar."
Comenzó el año 1923 con un conflicto entre "Ayerbe Electra" por un lado y el Ayuntamiento y Sindicato Agrícola por otro que impedía que Ayerbe dispusiera de fluido eléctrico.
El domingo 4 de febrero de 1923 se verificó una imponente y pacífica manifestación en la que formaban, además del Ayuntamiento en pleno y el Sindicato Agrícola con su Consejo de Administración, representaciones nutridísimas de todas las clases sociales pidiendo el suministro eléctrico para Ayerbe.
El lunes 5 de febrero de 1923 , llegó a Huesca una comisión presidida por el alcalde de Ayerbe don Luis Pérez Fenero haciendo entrega al gobernador civil del mensaje suscrito por los manifestantes, en el que solicitaban de los altos poderes de la provincia y del Estado, que obraran en justicia al resolver y terminar tan enojoso pleito.
Después de Luis Pérez Fenero subió a la alcaldía, interinamente, Lorenzo Sánchez Ornat.
En abril de 1923 se estaba construyendo en Ayerbe un nuevo molino harinero.
El día 23 de abril de 1923 fue alcalde Sebastián Laiglesia Jiménez.
En la prensa de 1923 se anuncian en Ayerbe Ferias de toda clase de ganados para los días 6, 7 y 8 de mayo.
A las cinco horas y treinta y cinco minutos de la mañana del 10 de julio de 1923 un terremoto sembró de inquietud y alarma parte de las provincias de Huesca y Zaragoza. Después de una ligera trepidación sobrevinieron dos sacudidas terrestres, brutales, violentísimas. En Ayerbe, tan desagradable sorpresa sembró de pánico numerosos hogares, abandonando muchos vecinos la cama para salir a los balcones y ventanas e incluso escapar a la calle. Se rompió alguna vajilla y se derrumbó algún tabique pero no hubo que lamentar desgracias personales.
El 12 de julio de 1923 entre cuatro y cinco de la tarde descargó en Ayerbe y sus proximidades una tremenda tormenta, cayendo en pocos minutos tal cantidad de agua que se desbordaron los ríos Sotón, Astón y San Julián, así como todos los barrancos que descienden de la sierra de Loarre, convirtiendo la llanura de Plasencia, Quinzano, Esquedas, Ortilla, Lupiñén y Montmesa en una inmensa laguna, cuyas aguas arrastraron fajinas enteras de mies, árboles y hortalizas. En Ayerbe fueron arrasados los huertos por la corriente del río San Julián y otros fueron anegados, causando perjuicios considerables porque se perdió por completo la hortaliza, verdura y fruta. La cantidad de trigo y avena que se llevaron las aguas no pudo precisarse. El tren correo de Jaca tuvo que detenerse en Turuñana, a pocos kilómetros, y en vista de la imposibilidad de seguir adelante retrocedió a la estación de Ayerbe de la que no pudo salir hasta pasados tres días.
En agosto de 1923, después de estar ocho o diez meses Ayerbe sin luz, los socios del Sindicato Agrícola celebraron la puesta en servicio de la sección cooperativa de luz eléctrica. También puso en servicio un molino harinero, abonos minerales y maquinaria agrícola. Se hizo el acto de inauguración el día 11 de septiembre de 1923, siendo presidente del Sindicato Agrícola don Domingo Lafuente y asistiendo al acto el diputado a Cortes por el distrito de Huesca don Miguel Moya. Después de bendecir el edificio el párroco de Ayerbe don Manuel Mur, en el piso principal del palacio del marqués se preparó un banquete para trescientos treinta comensales que fue servido por veinticuatro señoritas ayerbenses.
- La instalación del molino la hizo la casa Viuda e hijos de Archavelo, de Zaragoza. Era un molino mixto o sea, con piedras y cilindros, y en que todas las máquinas anejas como el porgado, limpia, cernedoras, etc., eran la última palabra de molinería, para garantizar la máxima producción de harina. La energía eléctrica procedía de la central de Carcavilla, de las Eléctricas Reunidas de Zaragoza, transportada en alta tensión hasta la estación transformadora. La instalación y red de la luz eléctrica las hizo la casa Joaquín Guírai, de Zaragoza, con aparatos de su representante "Asea", importante fabricación sueca.

El día 6 de octubre de 1923, Don Manuel Soler Fañanas, fue el primer alcalde nombrado durante la Dictadura de Primo de Rivera.
El 19 de noviembre de 1923 se apreció en Ayerbe un temblor de tierra más flojo que el de julio.
El 28 de noviembre de 1923 se publica el primer número de "La Voz de Ayerbe".
El día 6 de febrero de 1924 inauguró, en Ayerbe, la panadería Boira. Era la primera derivación industrial del Sindicato Agrícola.
El día 11 de febrero celebraron los republicanos ayerbenses su fiesta a puerta cerrada. Algunos adictos cultivaban la ilusión de que no tardaría Lerroux en enarbolar la bandera y asumir las riendas del poder.
A finales de febrero de 1924 había en Ayerbe, poco más o menos, sesenta aficionados al fútbol que jugaban partidos todos los días y que formaban el "Equipo de Ayerbe". Las autoridades tenían cierto interés en recuperar el antiguo deporte de "Pelota y barra".
El domingo 2 de marzo de 1924 el equipo reserva del "Huesca F.C." venció en Ayerbe al "Equipo de Ayerbe" por dos tantos a cero.
El domingo 6 de abril de 1924 el "F.C. Ayerbe" ganó al "F.C. Jaca" por dos a cero.
En Ayerbe, el domingo 13 de julio de 1924, un equipo del "C. D. España" fue vencido por el "Ayerbe F. C." por 2 a 1.
El día 14 de julio de 1924 (Gaceta,18 de julio de 1924), la torre de San Pedro de Ayerbe fue declarada Monumento Arquitectónico-Artístico.
- La torre de San Pedro es un interesante ejemplar de la arquitectura románica del Alto Aragón (siglo XII), que presenta bellos ventanales de arcos de medio punto con parteluz formado por un pilar con columna adosada y capiteles de fina labra.

En Ayerbe, para las Fiestas de Santa Leticia de 1924 hubo toros en casa Baltasar y en casa Forcada. Se hacían vaquillas y muerte a un novillo. Hubo también fuegos artificiales y traca. Además de las carreras ciclistas y de ensacados en las plazas, ponía música la banda del regimiento Valladolid. Los centros de recreo celebraron todos bailes: 
- Casino de Ayerbe; Presidente - Don Perfecto Valles
- Casino Unión Independiente; Presidente - Don Baltasar Garasa
- Centro Obrero; Presidente - Don Francisco Fontana

El día 27 de septiembre de 1924 cayó un coche y sus dos ocupantes al barranco Pedro Vera en Ayerbe. Los dos murieron, como consecuencia del accidente, a los pocos días.
El día 7 de enero de 1925 hay una visita de inspección de la Comisión de Monumentos a la torre de San Pedro de Ayerbe.
En marzo de 1925 en Ayerbe estaban los equipos de fútbol local: "C.D. Ayerbe" y "Almacenes de San Pedro".
En 1925 debían los labradores el beneficio de la lluvia implorada a Nuestra Señora de Casbas durante muchos días de rogativa. Aprovecharon el día 1 de junio, día de la festividad, para rendir la clase agrícola el homenaje de gratitud a la Excelsa intercesora. Se cantó el Himno a la Virgen de Casbas con letra y música del párroco de Ayerbe Manuel Mur y Emilio Ubieto respectivamente.
El día 25 de enero de 1926 se festejó la fiesta de San Pablo en Ayerbe. Por la mañana se celebró en la ermita la fiesta religiosa y el tradicional almuerzo que terminó con jotas en torno a las hogueras. Por la tarde las calles estuvieron concurridísimas. Bailes en los Círculos y Casinos; cine en el Centro Obrero; cine y varietés en el Kursaal Cinema. A las dos de la madrugada los cantos de los mozos se mezclaban con los violines y las chillonas de los pianos de manubrio.
La bonanza económica que se respiraba en Ayerbe hizo que el domingo 4 de julio de 1926 se inaugurara una sucursal del Banco Aragonés de Seguros y Crédito. 
El segundo alcalde de la Dictadura de Primo de Rivera, nombrado el 16 de octubre de 1926, fue Emilio Ubieto Ponz.
En Ayerbe se produjo un incendio el día 26 de mayo de 1927 en un pajar, propiedad de Antonio Cerzócimo, situado en la plaza Pi y Margall (plaza Alta). Las llamas alcanzaron en un momento proporciones alarmantes, quedando el inmueble totalmente destruido. No hubo que lamentar desgracias personales.
El día 25 de agosto de 1927 fue detenido por la Guardia civil del puesto de Ayerbe el vecino de dicha villa Esteban Mora Alastruey, de 45 años, que hirió con un plato de porcelana a su convecino Baltasar Torralba Tena. Resultó con una gran herida en la frente calificada de pronóstico reservado, según la certificación del médico que le prestó auxilio.
Durante las Fiestas de Santa Leticia de 1927 la afluencia de forasteros fue crecidísima. En el Centro Obrero Republicano se celebraron bailes de tarde y noche, amenizados por la brillante orquesta de Villanueva de Gállego, alternando con esta en los conciertos vermouth un armonioso sexteto de Huesca. En el Kursaal Cinema, alternando
con los selectos programas de cine, debutó el día 17 la aplaudida estrella de varietés Edo Castel, procedente del Teatro Apolo de Valencia, quien por su brillante actuación consiguió se viera este salón con llenos rebosantes en todas las representaciones. También en Unión Independiente de Ayerbe se celebraron animados bailes tarde y noche que se vieron muy concurridos.
El 17 de febrero de 1928 se anuncia en el Boletín Oficial el establecimiento de un depósito de explosivos en el pueblo de Ayerbe.
El día 8 de marzo de 1928 había marchado a Madrid una comisión de Ayerbe con significadas personalidades del comercio y de la agricultura presidida por el alcalde con objeto de gestionar del gobierno que se construyera vía doble desde Turuñana a Ayerbe.
El día 17 de julio de 1928 a las nueve y cincuenta de la noche salió de la estación de Mediodía, en Madrid, el tren real en el que marchaba a Canfranc el Rey de España para la inauguración de la Estación Internacional. Acompañaban al Soberano el general Primo de Rivera, el ministro de Fomento, los directores generales de Obras Públicas y Ferrocarriles, el general Berenguer y séquito.
El día 18 de julio de 1928 los vecinos de Ayerbe no pudieron sustraerse a la emoción de la solemnidad que se iba a celebrar en los Arañones (Canfránc). Eran poco más de las ocho de la mañana cuando la estación del ferrocarril de Ayerbe se vio invadida de curiosos en espera del paso del tren real. El regio convoy, arrastrado por potente locomotora, paró unos minutos para tomar agua. Cuentan que el Rey correspondió con un breve saludo desde la ventanilla de su vagón a la multitud que lo aclamaba desde el andén. Una Comisión del Ayuntamiento presidida por el alcalde hizo acto de presencia en el andén. También de madrugada hizo el tren el viaje en contra; paró unos minutos, tomó agua y se alejó, defraudando un poco la natural curiosidad de las gentes que se satisfizo contemplando los coches donde Su Majestad e ilustres acompañantes descansaban. 
En el año 1928 se celebró en Ayerbe su feria, mercado de los más importantes y concurridos del país. La animación de gente fue extraordinaria y mucha abundancia de ganado, particularmente el vacuno. Se vendió a los precios del año anterior bastante caballería de ramal. El vacuno se vendió lentamente después de ser adquiridas las mejores reses y los precios fueron a la baja. Cebollas muy pocas y caras. Poca hortaliza y casi nada de fruta. El resultado en general no pasó de regular.
Jugadores del Ayerbe F. C en octubre de 1928 : Luis, Lacasa, Oliván, Latorre, Lacasa, Gaspar, Bueno, Ubieto, Gracia, Garasa y Sanchis.
El 15 de febrero de 1929, se ponía en servicio la variante de Zuera a Turuña que acortaba considerablemente el recorrido desde Zaragoza a Ayerbe y a la frontera con Francia.
El día 18 de abril de 1929 fue inaugurado en Ayerbe el centro de teléfonos interurbano. Al acto de inauguración asistieron las autoridades locales, el personal directivo y subalterno de la Compañía telefónica y el vecindario en masa.
El 23 de julio de 1929 acarreando mies y yendo montado sobre una de las caballerías, cayó el vecino de Ayerbe Mariano Esco, que quedó muerto en el acto.
En septiembre de 1929 el novillero ayerbense "Manolé" estaba triunfando en las plazas de Barcelona, Zaragoza, Huesca y Norte de España.
En septiembre de 1929 había servicio público de viajeros entre Ayerbe y Biel.
Para la feria de 1929 no hubo en Ayerbe la animación de otros años, debido sin duda a las malas cosechas. Sin embargo, abundaron el ganado vacuno y de cerda, de buena calidad, que se vendieron a buenos precios. La almendra se cotizó a ocho y media y a nueve pesetas la fanega (22,46 litros).
El día 6 de diciembre de 1929 con asistencia de autoridades locales y personal de la Compañía Telefónica, se inauguró el servicio telefónico urbano en Ayerbe, siendo bendecidos los aparatos por el párroco.
En diciembre de 1929 hay en Ayerbe una sucursal del Banco de Aragón.

## Década de 1930
En 1930 Ayerbe tenía 2418 habitantes.
El día 29 de enero de 1930, dimitió como alcalde Emilio Ubieto Ponz.
El 26 de febrero de 1930 asciende a la alcaldía Santiago Villamayor Salcedo.
La renombrada Feria de Mayo en la Villa de Ayerbe, se celebró los días 6, 7 y 8 de mayo de 1930. Concurría la comarca y pueblos limítrofes de las provincias de Huesca y Zaragoza con abundante ganado de todas clases.
Desde el día 14 de junio de 1930, por acuerdo del Ayuntamiento fue trasladado el Mercado de cerdos que venía celebrándose todos los domingos, al sábado de cada semana.
El día 25 de junio de 1930 a las seis y media de la tarde, en Ayerbe cayó tormenta de agua y piedra, ocasionando grandes daños.
En las Fiestas de Santa Leticia de 1930 como novedad participaron en la procesión del día de la Patrona, los Danzantes de Huesca, por iniciativa de José María Boira. El Casino de Ayerbe, aprovechando las fiestas patronales, estrenó los nuevos locales.
El día 13 de septiembre de 1930 entre Plasencia y Quinzano, un auto de Ayerbe, chocó contra un carro tirado por tres caballerías. Del encontronazo, quedó muerto el macho de varas, y con una pierna rota, e inservible
para el trabajo, el inmediato del tiro. El auto y el carro sufrieron grandes desperfectos.
Para las ferias de 1930 habiendo sido el año agrícola bastante mediano, hubo muy pocas transacciones en el ganado mular, en cambio el ganado vacuno más que otros años y a elevado precio; el cabrio en el ferial se notó mayor cantidad y poco más o menos al precio del año anterior. La feria de Ayerbe rompían la marcha de la temporada con la carne de cerdo, vulgarmente "mata puerco", la torteta y morcilla, las salchichas. Todo el mundo volvía de la feria de Ayerbe con "mata puerco" y "guirlache".
El 8 de octubre de 1930, Santiago Villamayor Salcedo declinó su cargo de alcalde a favor de José M.ª Boira, hasta entonces teniente de alcalde.
El domingo 2 de noviembre de 1930, a las diez de la noche, tuvo lugar en Ayerbe un mitin de propaganda republicana. El salón del teatro del Círculo Obrero Republicano de Ayerbe estuvo totalmente ocupado por unas 500 personas. Presidió el médico de Ayerbe don Enrique Monreal.
El 29 de noviembre de 1930 es sustituido en su cargo de alcalde José M.ª Boira, por el segundo teniente de alcalde Sebastián Laiglesia Giménez.
La fría tarde del viernes 12 de diciembre de 1930, los esperanzados republicanos ayerbenses, enterados de la Sublevación de Jaca, organizaron una gran manifestación, para celebrar la República, que recorrió todas las calles de la Villa.
Sobre la 23 horas llegaron las tropas de Fermín Galán a Ayerbe donde tomaron posiciones de defensa y también proclamaron la república. Fueron invitados a cenar en el Centro Obrero Republicano, donde estuvieron hasta las tres de la madrugada del día 13 en que partieron para Huesca.
Durante todo el sábado volaron los aviones tirando octavillas que decían: “Si no os entregáis, seré inexorable en el castigo”.
Sobre las diez de la noche del día trece llegó a Ayerbe, detenido, Fermín Galán, quien voluntariamente se había entregado en Biscarrués junto a otros sublevados. Fue encerrado en el casino kursaal, con otros arrestados que habían ido llegando a lo largo del día.
Muchos de los civiles procesados, por su participación en el 12 de diciembre, fueron llevados a la cárcel de Jaca: 
| - Don Manuel Ventura Palacios (Maestro Nacional en Ayerbe) - Victorino Bernués - Agustín Cobos (Conserje del Centro Republicano de Ayerbe para quien se pidió la pena de reclusión perpetua) - Enrique Alagón (Industrial ayerbense para quien se pidió la pena de muerte) - Domingo Ruiz - Antonio Latorre - Crescencio Salcedo - Eusebio Oliván - Lorenzo Oliván - José Buen - León Marcuello - Tomás Fañanas | - Restituto Martínez - Manuel Orleans - Mariano Salinero - Mariano Lafuente - Gregorio Añaños - José Cucaló - Mariano Marco - Luis Marco - Vicente Iglesias - Dionisio Romeo - Valeriano Pérez - Benito Sarasa - Mariano Sarasa - Andrés Cavero - Perfecto Vallés - Ángel Vallés | - Pablo Forcada - Francisco Bradineras - Felipe Cinto - Alejandro Salas - Máximo Salcedo - Luis Corral - Florencio Pascual - Zacarias Buen - José Gállego - Manuel Río - José Alcácera - Manuel Lafuente - Julio Fontana - Francisco Sarasa - Pedro Carcavilla - J. M.ª Pascual (enfermó en la prisión y murió) |

Algunos otros vivieron en la clandestinidad o en el exilio hasta la proclamación de la II República: Francisco Aguarod Sánchez, Lorenzo Sánchez y el médico Don Nicolás Ferrer Samitier.
Sobre las tres y media de la tarde del día 20 de diciembre de 1930 llegaron en automóvil a Ayerbe el gobernador civil señor Pérez Viondi, acompañado de su secretario señor Ripa, con objeto de dar posesión al nuevo Ayuntamiento. Fueron recibidos por el vecindario en masa, que les acompañó hasta el edificio del Ayuntamiento, en donde les dieron la bienvenida los vecinos don Rafael Otal, cura párroco, tenientejjefe del puesto de la Guardia civil y otras personalidades. Momentos antes de hacer su entrada en la villa el gobernador civil, los concejales eligieron alcalde por mayoría de votos, a don Sebastián Laiglesia. El señor Pérez Viondi se hizo cargo de la Presidencia, entregándole el señor Otal el bastón de mando que a continuación lo entrega al nuevo alcalde. Después de los discursos de rigor, el gobernador civil de la provincia dio posesión al nuevo Ayuntamiento que quedó constituido en la siguiente forma:
- Alcalde, don Sebastián Laiglesia
- Teniente de alcalde, don Rafael Otal y don Silvestre Jos
- Concejales, don José María Coiduras, don Joaquín Morlans, don Alejandro Salas, don Pablo Pérez, don Mariano Canfranc y don Manuel Cinto.

El gobernador civil aprovechó su viaje a Ayerbe para saludar y felicitar en nombre del Gobierno a la señorita Ana Company y Durand a quien elogió calurosamente por los meritorios servicios que prestó el día de los sucesos, manteniendo contacto directo con el Gobierno hasta el mismo instante en que los sublevados entraron en la estación telegráfica. También felicitó a la telefonista doña Anita Torrero por otros servicios también dignos de alabanza.
El día 27 de diciembre de 1930 una Comisión de señoras de Ayerbe visitó al capitán general de la Región para pedirle la libertad de los detenidos en ocasión de los últimos sucesos. El capitán general prometió atenderlas.

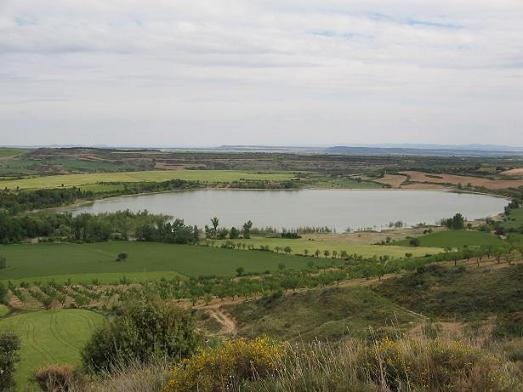
Pantano de las Navas ([ Localización]).

En el año 1931, la Confederación Hidrográfica del Ebro dio por concluidas las obras del pantano de las Navas.
El 14 de abril de 1931 en España se proclamó la Segunda República, tras las elecciones celebradas después de la dimisión voluntaria del dictador Miguel Primo de Rivera.Ante el decidido impulso republicano en las ciudades, el rey Alfonso XIII decidió abandonar el país.
El 17 de abril de 1931, Lorenzo Sánchez Ornat, después de las elecciones del 12 de diciembre, fue el primer alcalde nombrado en la República.
- Primer Teniente de Alcalde: Francisco Fontana
- Segundo teniente de alcalde: Ángel Vallés
- Concejales: Rafael Cedo, Antonio Labarta, Máximo Salcedo, Domingo Viñegué, Joaquín Morláns, Ignacio Cinto y Francisco Salcedo.
- Juez municipal: Domingo Ruiz
- Fiscal municipal: Enrique Alagón

El 23 de enero de 1933 Gregorio Gállego Pascual fue presidente de una comisión gestora en la que lo acompañaban Petra Andrés y José Esporrín.
El 10 de mayo de 1933 toma la alcaldía Juan Álvarez Otal.
El día 23 de julio de 1933, un grupo de capitalistas locales, creó la empresa Valentín Salcedo y Compañía S.L. que compró, a bajo precio, la obra del Sindicato Agrícola.
El 27 de agosto de 1933 llegó la compañía de teatro la Barraca, dirigida por Federico García Lorca, que interpretó Fuenteovejuna de Félix Lope de Vega.
En octubre de 1934 el gobernador civil destituye a D Juan Álvarez de su cargo de alcalde.
El 11 de octubre de 1934 es nombrado alcalde Leandro Claver Abadía.
- Durante su mandato se realizó la valoración y presupuesto para la conducción de aguas, desde Fontóbal hasta el núcleo urbano y en 1935, se estaban ejecutando las obras.

En febrero de 1936 es cesado de su cargo de alcalde Leandro Claver y lo sustituye Juan Álvarez Otal, que ostentará el cargo hasta finales de junio de 1936 que se exilia en Francia.
Hasta 1936, el ferrocarril de Canfranc, impulsó de manera notable el tráfico regional de Valencia y Aragón con el suroeste francés. Desde 1928, gracias a la estación de ferrocarril de Ayerbe, viajeros y mercancías dieron a la Villa un impulso económico desproporcionado.
- Durante la guerra civil, el tráfico internacional se interrumpió.

El 23 de julio de 1936, Leandro Claver Abadía es designado como alcalde provisional por la autoridad militar.
El 8 de diciembre de 1936, Pascual Ayala Aísa es llamado para alcalde y nombrado presidente de la Comisión Gestora por el gobernador civil. Le tocó vivir, como alcalde, el duro periodo de la guerra civil española.
- Durante su mandato dotó a Ayerbe de urinarios públicos delante del Palacio.
- Construyó el depósito de agua en la cuesta del cementerio.

Durante la Guerra Civil Española, estuvo emplazado en Ayerbe el cuartel general de la 51 División nacional, motivo por el que sufrió la Villa frecuentes bombardeos, entre los que se recuerdan como más intenso el del día 16 de junio de 1937
Tras la guerra civil 1939, la destrucción de las instalaciones de Port Bou impulsó la frontera ferroviaria de Canfranc que canalizó la mayor parte del tráfico internacional del oriente peninsular y durante la II Guerra Mundial su tráfico de mercancías alcanza un auge importante merced a las exportaciones hacia Europa.

## Década de 1940
En 1940 Ayerbe tenía 2430 habitantes.
La década de los 40 fue en general de una tremenda bonanza económica dado el gran número de comercios existentes: Isidro Pascual (Muebles), Aurelio Burró Sarasa (Guarnicionería y Abarquería; Venta de vino al por mayor, paja, leña, carbón y transportes), Josefa Bisecas (Pescados Frescos, frutas, verduras y hortalizas), Narciso Pardo (Tejidos, novedades y muebles), Baltasar Garasa (Carnicería y tocinería), Francisco Pérez Bermejo (Carnicería y salchichería), Coiduras (Almacenes), Ricardo Callau (Zapatería), Ceferino Monzón (Pescadería y comestibles), El Faro (Tejidos, novedades, confecciones), Ramona Fontana (Panadería), Bernardo Marco Ferrer (Ferretería y tejidos), Salvador Navarro (Carpintería), Leandro Claver (Almacenes), Casa Ubieto (Almacén de Vinos y licores, Fábrica de aceite de oliva, confitería y comestibles, perfumería, papelería y objetos de escritorio), Almacenes Torrero ( Confecciones, tejidos y ferretería), Vda. De Fontana (Cemento, yeso, abonos minerales y licores), Mariano Gállego (Farmacia), M. Romeo (Plantas, frutas y hortalizas), Antonio Labarta Martón (Comercio de Ultramarinos, mercería, paquetería, juguetería, depósito de gasolina y aceites lubricantes), Victorino Bernues (Tejidos, novedades, sastrería y gabardinas), además de sastrerías, alpargaterías, etc.
Había línea de autobuses diaria a Huesca, Ejea de los Caballeros y Berdún.
El Café MODERNO contaba con salón de baile y cine.
El 15 de junio de 1943, se escoge como alcalde a Félix Torrero Cebrián.
Desde el 15 de julio de 1943 el alcalde fue Aurelio Burró Sarasa.
En 1944 Ayerbe era centro de contratación y abastecimiento como centro comercial. Contaba la población con administraciones de Correos, Telégrafos y Central de Teléfonos con una red telefónica urbana con varios abonados. Puesto de la Guardia Civil, círculos de recreo, Hospital municipal, dos fábricas harineras, sucursales de Bancos (Banco Aragonés de Crédito, Banco de Crédito de Zaragoza y Banco de Aragón). Las ferias de Ayerbe eran consideradas en esos momentos como las más afamadas de la provincia.
El día 3 de marzo de 1949 se proclama como alcalde a Jesús Marco Gros.
A partir del 21 de septiembre de 1949 fue alcalde Rafael Otal Navarro.

## Década de 1950
En 1950 Ayerbe tenía 2409 habitantes.
En la década de los 50 llegó a ser Ayerbe un centro comercial de primer orden a nivel nacional. Además de por sus productos agropecuarios era visitada esta Villa por sus tejidos de importación, en algunos casos únicos en España.
El día 1 de mayo de 1952, siendo alcalde Rafael Otal Navarro, se festejó el centenario del nacimiento de Santiago Ramón y Cajal. El gobernador civil, Ernesto Gil Sastre, descubrió una placa conmemorativa y leyó un discurso desde el balcón de la casa en la que vivió durante diez años. 
El día 16 de marzo de 1954, toma la alcaldía Francisco Fontana Abad.
Durante su mandato se hizo:
- Constituyó la Biblioteca Municipal (1955)
- El Grupo de Viviendas de la Obra Sindical del Hogar, en la calle Joaquín Costa.
- La casa de los maestros en la C/Dña. Ramona Cinto.
- Repoblación de San Miguel.
- Alumbrado Público.
- Piscina de la balsa del Tejar (La tierra de limpiar la balsa de Losanglis se empleó para enterrar la balsa del Tejar).
- En la Torre del Reloj, cambió el mecanismo de herrero por un electromontaje, además, añadió la segunda esfera.
- El 1 de mayo de 1966 inauguró el grupo escolar Santiago Ramón y Cajal.
- Remodeló (se enterraron los Urinarios y se quitaron las fuentes con abrevadero) y pavimentó las dos plazas, adornándolas con arbolado y jardines complementando el conjunto con dos fuentes luminosas.
- Urbanización de la Huerta de Caso.
- Reestructuración de las antiguas escuelas para convertirlas en casa Ayuntamiento.
- Nuevas oficinas para el Ayuntamiento.
- Nuevas instalaciones para la Biblioteca Municipal.

El 8 de septiembre de 1957 se funda la COOPERATIVA COMARCAL DEL CAMPO <<SANTA LETICIA de AYERBE>>, firmando los Estatutos el Secretario Emilio Laguarta Fañanas y dando el visto bueno, El Jefe de la Junta Rectora Martín Ascaso Gállego.
Entre 1954 y 1959 el Canfránc vuelve a tener un tráfico importante por las exportaciones de los agrios, pero la instalación de los sistemas de cambios de ejes en Hendaye y Cerbere eliminó dicho transporte por esta línea.

## Década de 1960
En 1960 Ayerbe tenía 2180 habitantes.
La década de los 60 comenzaron con unos pronósticos económicos excelentes, pero la introducción del tractor en la agricultura hizo prescindir de mucha mano de obra. A esto, se sumó la decadencia en el comercio que también dejó muchos asalariados sin trabajo. Comenzó el éxodo de ayerbenses.
El 4 de febrero de 1968 se procedió a la adjudicación en subasta pública de la roturación y el arrendamiento para el cultivo del monte de la Sarda y que ganó Esteban Pardo Ferrer. La tala del bosque de carrascas (203 Hª, 80 A, 65 Cas) y posterior roturación fue realizada por el Sr. Pardo que autorizó a coger algunas partidas de leña para consumo particular.
Al final de los años 60, el Canfránc volvió a tener un importante tráfico, esta vez de importación por el transporte de maíz francés a España. El tránsito internacional de pasajeros todavía era importante, pero los viajes de cercanías habían mermado con la expansión del automóvil.

## Década de 1970

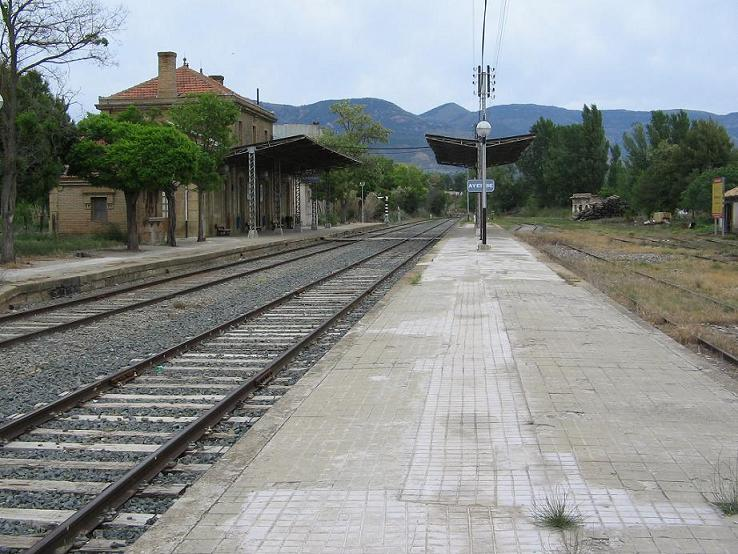
Estado actual de la estación de trenes de Ayerbe.

En 1970 Ayerbe tenía 1895 habitantes.
El 27 de marzo de 1970 el hundimiento en el lado Francés, del puente de L´Estanguet a 5 km de Bedous, al descarrilar un tren pequeño de mercancías, interrumpió el tráfico internacional por ferrocarril desde Francia. La estación comenzó a ser para Ayerbe un recuerdo vivo que se resiste en la agonía.
En julio de 1971, Ramón Planes Blanch abrió las primeras piscinas públicas. Fueron inauguradas por el gobernador civil de la provincia, Víctor Fragoso del Toro, y autoridades locales en las fiestas de Santa Leticia de 1972.
Desde el día 21 de enero de 1972, fue alcalde interino José Fanlo García.
El día 2 de junio de 1972, es nombrado alcalde Gregorio Morlans Orleans.
- Pavimentación y urbanización de C/ del Progreso y C/ Dña. Ramona Cinto
  - Inauguradas en las fiestas de Santa Leticia de 1972 por el gobernador civil de la provincia de Huesca Don Víctor Fragoso del Toro y autoridades locales
- Depósito del Agua de San Miguel
  - Inaugurado en las fiestas de Santa Leticia de 1972 por el gobernador civil de la provincia de Huesca Don Víctor Fragoso del Toro y autoridades locales
- Pavimentación y urbanización de las calles - La Fuente, San Valero y Santa María del Soterrano
  - Presupuesto: 2.500.000 pesetas
    - Aportación de la Comisión Provincial de Servicios Técnicos: 1.900.000 pesetas
    - Aportación municipal: 600.000 pesetas

  - Inauguradas en las fiestas de Santa Leticia de 1975 por el gobernador civil de la provincia de Huesca Don Pablo Paños Martí y autoridades locales
- Reforma del cementerio
  - Presupuesto: 1.000.000 pesetas
    - Aportación de la Comisión Provincial de Servicios Técnicos: 450.000 pesetas
    - Aportación del Ayuntamiento de Ayerbe: 550.000 pesetas

  - Obras inauguradas en las fiestas de Santa Leticia de 1975 por el gobernador civil de la provincia de Huesca Don Pablo Paños Martí y autoridades locales
- Fuentes del León y de las Focas

- Presupuesto: 150.000 pesetas

- Inauguradas en las fiestas de Santa Leticia de 1975 por el gobernador civil de la provincia de Huesca Don Pablo Paños Martí y autoridades locales

- En la Balsa del Tejar, levantó el parque de los Ciervos.
- Nuevo alumbrado de las Plazas.
- Urbanización del camino de Santolaria y parcelación del Cerrado de Fuertes.
- Restauró la casa ayuntamiento.
- Creó suelo industrial en la carretera de Huesca.
- Inició los trámites para la ampliación del Grupo escolar Santiago Ramón y Cajal.

En las primeras elecciones democráticas, el día 19 de abril de 1979, es elegido para alcalde José Antonio Sarasa Torralba.
- Inauguró la ampliación del Grupo escolar Santiago Ramón y Cajal.
- Nueva conducción de aguas desde Fontóbal.
- Nueva instalación de alumbrado público y pavimentación de Losanglis.
- Campo de fútbol

## Década de 1980
En 1981 Ayerbe tenía 1356 habitantes.
El día 19 de abril de 1983 es elegido para alcalde Agustín Aylagas García.
- Creó el nuevo puesto de la Guardia Civil.
- Un puesto para Voluntarios de la Crus Roja.
- Depósito de agua del Saso.
- Inició los trámites para el centro de salud.

Habitantes en el año 1986
- Varones 668
- Mujeres 660
  - Total habitantes 1328

El día 19 de septiembre de 1987, un grupo compuesto por 40 investigadores franceses, admiradores de Cajal, se reúnen en Ayerbe y visitan la casa donde vivió.
Habitantes en el año 1987
- Varones 657
- Mujeres 652
  - Total habitantes 1309

Habitantes en el año 1988
- Varones 663
- Mujeres 649
  - Total habitantes 1312

Habitantes en el año 1989
- Varones 661
- Mujeres 650
  - Total Habitantes 1311

## Década de 1990
Habitantes en el año 1990
- Varones 666
- Mujeres 640
  - Total habitantes 1306

El día 19 de enero de 1990, los científicos Severo Ochoa de Albornoz y Francisco Grande Covian, acompañados del presidente del Gobierno de Aragón, Hipólito Gómez de las Roces, y del alcalde, Agustín Aylagas García, visitaron la casa donde vivió la familia Ramón y Cajal.
Habitantes en el año 1991
- Varones 620
- Mujeres 589
  - Total habitantes 1209

El día 21 de junio de 1991 es elegida para alcaldesa Dña. M.ª Carmen Gállego Villamayor.
- Inauguró el centro de salud.
- Inauguró el polideportivo Everest (6 de junio de 1992).
- Remodeló la plaza Santiago Ramón y Cajal.
- Carretera de Fontellas.
- Restauración de la ermita de San Miguel.
- Piscinas municipales

El día 6 de octubre de 1991 el ayerbense Antonio Ubieto Auseré, se convertía en el primer aragonés en pisar la cima del Everest. Componente de una expedición aragonesa con Peña Guara: Javier Escartín (jefe), Ignacio Cinto (también de Ayerbe), Lorenzo Ortas, Víctor Arnal, José Rebollo, José Garcés y Antonio Ubieto.
Sobre las doce del mediodía, y en el tercer intento, Antonio Ubieto y José Garcés son quienes lograron hollar la cima del Everest. 
Habitantes en el año 1992
- Varones 612
- Mujeres 586
  - Total habitantes 1198

Habitantes en el año 1993
- Varones 621
- Mujeres 588
  - Total habitantes 1209

Habitantes en el año 1994
- Varones 599
- Mujeres 570
  - Total habitantes 1169

Habitantes en el año 1995
- Varones 594
- Mujeres 564
  - Total habitantes 1158

Habitantes en el año 1996 (Fuente: Renovación del Padrón Municipal de Habitantes a 1-5-1996)
- Varones: 588
- Mujeres: 554
  - Total habitantes: 1142

Habitantes en el año 1997 (Variación desde la Renovación padronal a 1/5/96 hasta la Revisión padronal a 1/1/98)
- Varones: 576
- Mujeres: 540
  - Total habitantes: 1116

Habitantes en el año 1998 (Cifras de población referidas al 1/1/99. Real Decreto 3491/2000, de 29 de diciembre)
- Varones: 573
- Mujeres: 538
  - Total habitantes: 1111

El día 3 de julio de 1999 fue elegido alcalde José Antonio Sarasa Torralba.
El día 10 de septiembre de 1999, se inauguró el Centro de Interpretación Santiago Ramón y Cajal.
Habitantes en el año 1999 (Cifras de población referidas al 1/1/00. Real Decreto 950/2001, de 3 de agosto)
- Varones: 561
- Mujeres: 545
  - Total habitantes: 1106